# اردشیر پورنعمت
اردشیر پورنعمت متولد ۱۳۳۶/۱/۲۰ بندر انزلی از استان گیلان و مدرس بین‌المللی فوتبال ایران است. اردشیر پورنعمت دارای مدرک فوق لیسانس و دکترای رشته روابط بین‌الملل بوده و به عنوان مدرس در درجه A و B فعالیت دارد.

## سابقه کاری
اردشیر پورنعمت از مدرسان بین‌المللی فوتبال ایران می‌باشد که دارای مدرک درجه A آسیا در فوتبال و مربیگری حرفه‌ای در رده جوانان و بزرگسالان می‌باشد.
وی مدتی به عنوان نماینده کنفدراسیون فوتبال آسیا برای تجزیه و تحلیل بازی‌های نوجوانان آسیا در ازبکستان، به عنوان مربی در کشورهای ویتنام، تایلند، و کره شمالی و جنوبی، هند، پاکستان، سریلانکا و مدتی نیز در مقر فیفا در سوییس مرکز آموزش "فیفا فیت "مشغول به کار بوده‌است. وی حتی به مدت یک فصل در کشور بنگلادش به سرمربیگری مشغول شد.

### سابقه مدیرعاملی
- مدیرعامل اسبق باشگاه ملوان بندر انزلی.